# Francisco Xavier de Echagüe
Francisco Xavier de Echagüe y Ruiz de Arellano (Santa Fe, 3 de marzo de 1753-Lima, 17 de diciembre de 1830) sacerdote criollo platense que ejerció importantes cargos eclesiásticos y académicos durante el Virreinato del Perú y luego de la Independencia. Fue Rector de la Universidad de San Marcos, y Gobernador Eclesiástico del Arzobispado de Lima a los pocos meses de la Independencia.

## Biografía
Nacido en el seno de una poderosa familia rioplatense establecida en Santa Fe, sus padres fueron Narciso Xavier de Echagüe y Andía Gaete, y María Teresa Ruiz de Arellano. Hizo sus estudios en el Real Convictorio Carolino de Nobles de Santiago de Chile y los continuó en la Universidad de San Marcos, donde obtuvo el grado de Doctor en Teología.
Incorporado al Cabildo Metropolitano de Lima (1796) como medio racionero (1796), fue promovido a la canonjía penitenciaria (1797), cargo en el cual fue elegido rector sanmarquino (1802), y una vez concluida su gestión, el cabildo eclesiástico le comisionó asistir al inventario de los bienes dejados por el arzobispo Juan Domingo González de la Reguera (1805) o le encomendó funciones como los de examinador sinodal del arzobispado, visitador general de capillas y patronatos, y comisario general del Tribunal de la Santa Cruzada. Ascendió sucesivamente a las dignidades de tesorero (1809), chantre y arcediano (1812), y finalmente, a la más alta dentro del Cabildo Eclesiástico, a deán (1814).
A la llegada de José de San Martín a Lima, acompañó al arzobispo Bartolomé María de las Heras a la sesión de cabildo que suscribió el Acta de Declaración de Independencia del Perú y fue uno de los primeros firmantes. Cuando el arzobispo, quien era español, fue expulsado del país, Echagüe asumió el gobierno arquidiocesano como vicario capitular (1821). Bajo su presidencia se constituyó la Junta de Purificación Eclesiástica, la cual en colaboración con Toribio Rodríguez de Mendoza, Francisco Xavier de Luna Pizarro y Cecilio Tagle, calificó a los clérigos según sus simpatías patriotas. Ese mismo año, recibió la Orden del Sol, fue nombrado consejero de Estado y vicario general del Ejército. En 1826, fue nombrado obispo de Trujillo, pero no pudo consagrarse al no recibir la confirmación desde Roma. Fallece el 17 de diciembre de 1830 como obispo electo de Puerto Rico. 
| Predecesor: José Miguel de Villalta | Rector de la Universidad de San Marcos 1802-1805 | Sucesor: Francisco de Oyagüe Sarmiento de Sotomayor |